# Visual kei

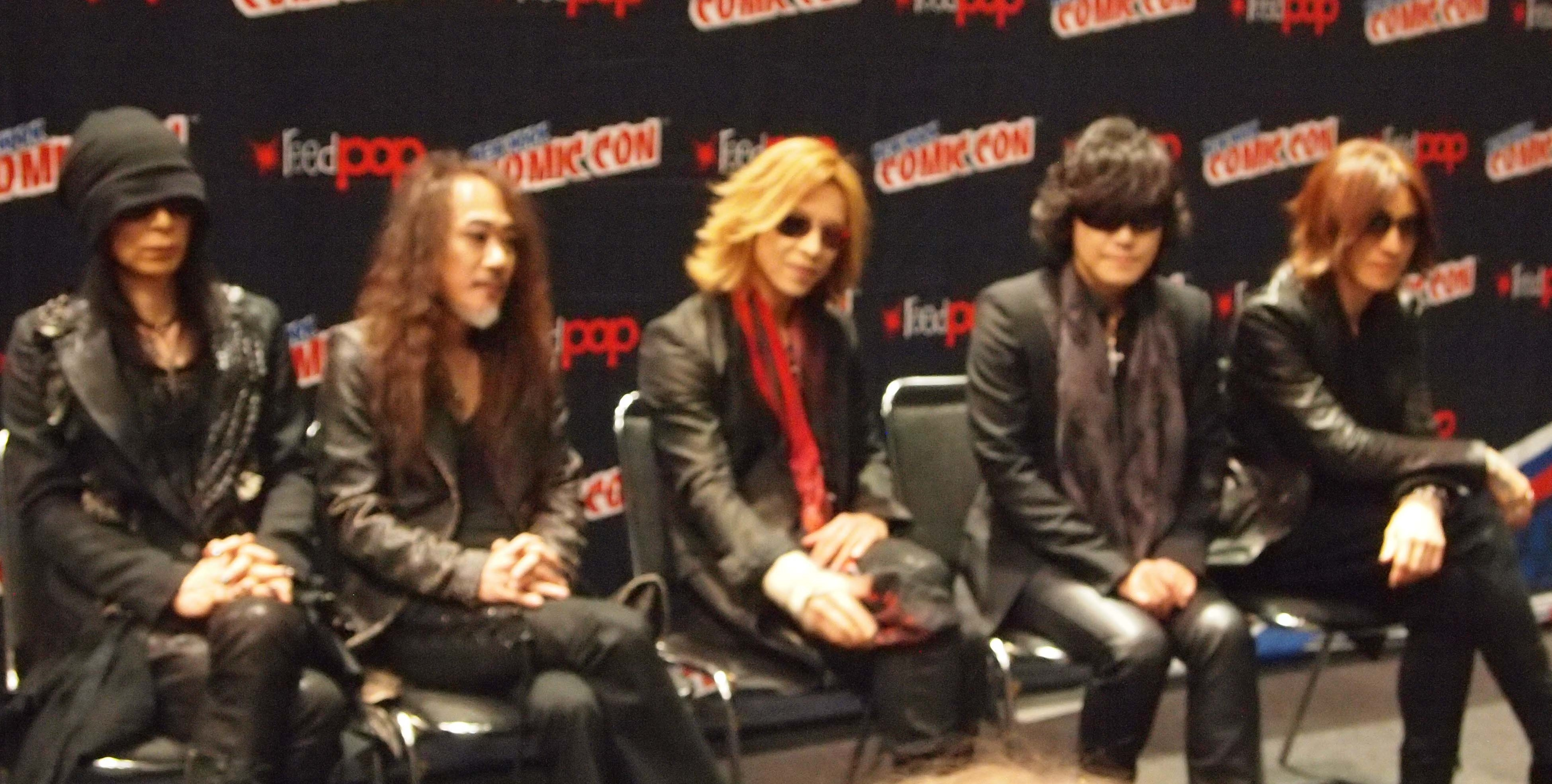
X Japan sägs vara pionjärer och ett av de mest ikoniska visual kei-banden.

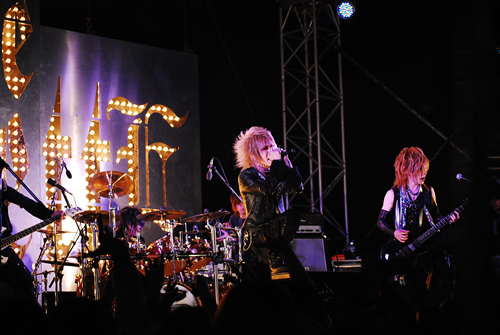
The Gazette är ett av de mest internationellt framgångsrika visuel kei-banden.

Visual kei (japanska: ヴィジュアル系 vijuaru kei, bokstavligen "visuell stil" eller "visuellt system") är ett mode och en moderelaterad musikgenre som uppstod i Japan under det tidiga 1980-talet. Den grupp som gjorde Visual kei mest känd var X Japan som steg fram under mitten av 1980-talet. Visual kei var som störst under 1990-talet med band som SHAZNA, L'Arc-en-Ciel, Glay och Kuroyume.

## Historik
När Elvis Presley blev stor spreds hans musik även till Japan, och efter detta fylldes det på och artister som David Bowie och Boy George blev populära i Japan. Med inspiration från utländska musikstilar skapade Japan en egen genre. Visual kei är därför inte en speciell musikstil. Stilen har, som namnet antyder, ett visuellt fokus och jämförs ibland med den västerländska glamrocken då image står i centrum. Termen i sig är härrörande från X Japans slogan "Psychedelic Violence Crime of Visual Shock".
Pionjärer inom visual kei under det tidiga 1980-talet blev X Japan, Dead End, Buck-Tick, D'erlanger och Color.

## Stil
Många av artisterna har en feminin look, som till exempel Mana från Malice Mizer och Moi dix Mois. De flesta band består av män, men det börjar dyka upp fler och fler band helt bestående av kvinnor, till exempel exist†trace. Det som definierar Visual kei är kläderna, frisyrerna och sminket. Banden klär sig oftast i speciella kläder som visar deras karaktär. Exempel på nutida kända Visual kei-band är Moi dix Mois, the GazettE, An Cafe, Kra, Phantasmagoria, The Piass, D'espairsRay, Vidoll, Kagrra, DIO - Distraught Overlord, D, Plastic Tree, Deathgaze, Girugamesh, Versailles, ALSDEAD, Mucc, Lynch. och Vistlip.
Många band byter stil när de anlitas av ett större skivbolag för att passa en bredare publik. Det kan handla om till exempel att de får ett mer lättlyssnat sound eller att de drar ner på den visuella stilen. Exempel på detta är Dir en grey, Miyavi eller Glay.